# Monseñor Eyzaguirre (estación)
Monseñor Eyzaguirre es una estación ferroviaria que forma parte de la red del Metro de Santiago de Chile. Se encuentra subterránea, entre las estaciones Irarrázaval y Ñuñoa de la  Línea 3.

## Características y entorno

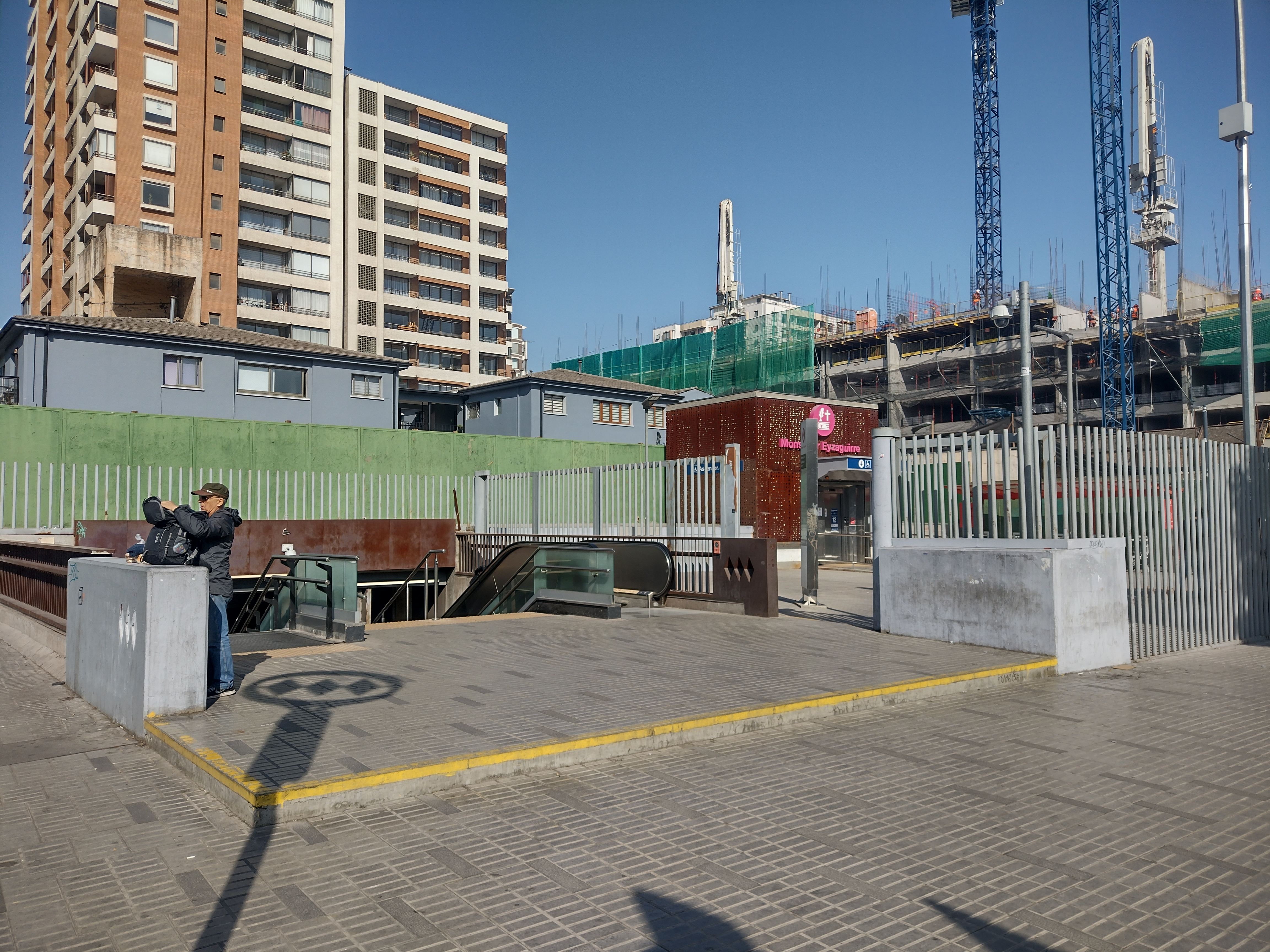
Acceso a la estación.

Se emplaza en la intersección de la Avenida Irarrázaval con calle Monseñor Eyzaguirre, una cuadra antes de llegar a Avenida Manuel Montt, considerando un desplazamiento de poniente a oriente; en la comuna de Ñuñoa.
Posee un entorno muy residencial, debido a la gran cantidad de edificios en sus alrededores. Cerca de la estación se ubica el Teatro Municipal de Ñuñoa y distintos comercios.

### Accesos
| Acceso | Intersección                            |
| ------ | --------------------------------------- |
| A      | Av. Irarrázaval con Monseñor Eyzaguirre |

## Origen etimológico
Originalmente la estación estaba propuesta para ser ubicada en la intersección de las avenidas Irarrázaval y Salvador, teniendo el nombre preliminar de «Tegualda», siendo posteriormente reubicada hacia el oriente.
Su nombre se debe a que se encuentra al costado de calle Monseñor Eyzaguirre en la comuna de Ñuñoa. La calle recuerda a José Ignacio Eyzaguirre Portales, eclesiástico e historiador chileno.
El pictograma de la estación hace referencia directa a Eyzaguirre, presentando elementos característicos de las profesiones de sacerdote e historiador, como una pluma, una cruz y un libro. Una versión previa del pictograma —la cual no llegó a ser utilizada oficialmente— contenía la ilustración de un escenario con butacas, haciendo referencia al Teatro Municipal de Ñuñoa.

## Galería

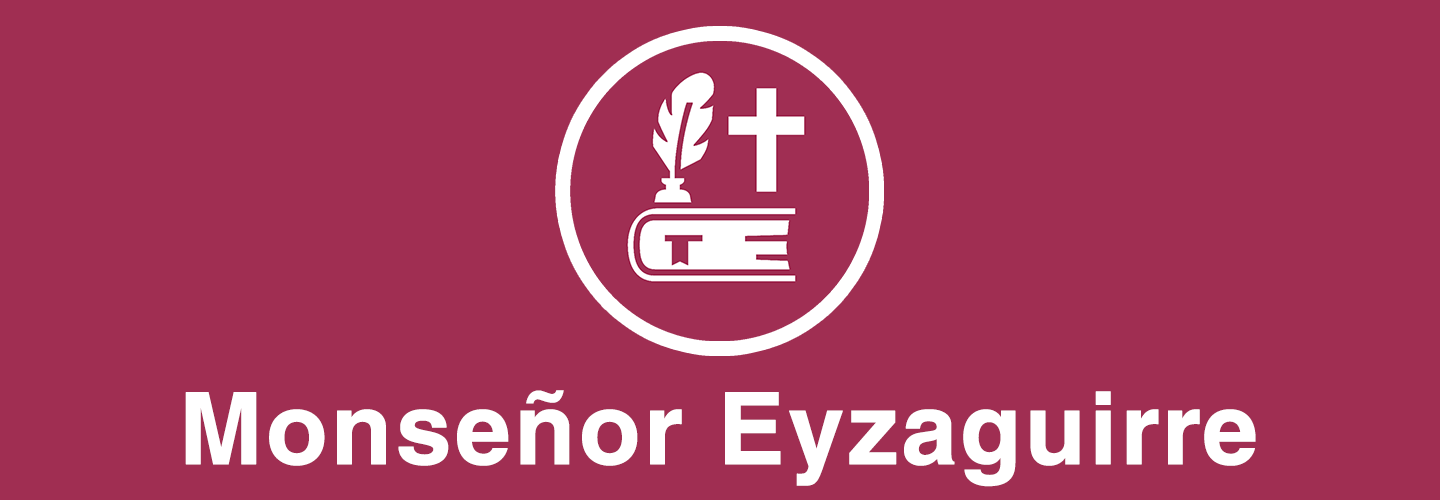
Cenefa utilizada actualmente en los andenes.

## Conexión con Red Metropolitana de Movilidad
La estación posee 4 paraderos de la Red Metropolitana de Movilidad en sus alrededores (sin la existencia del paradero 4), los cuales corresponden a:
| Paradero/ Código                             | Recorridos |
| -------------------------------------------- | --- |
| Parada 1 / Metro Monseñor Eyzaguirre (PD333) | 227 (La Reina) - 325 (Gabriela) - 403 (La Reina) - 422 (La Reina) - 505 (Peñalolén) - 513 (José Arrieta) - 514 (San Luis de Macul) - 514c (San Luis de Macul) - D03 (Las Parcelas)                                           |
| Parada 2 / Metro Monseñor Eyzaguirre (PD322) | 227 (Portal Oeste) - 325 (Metro Irarrázaval) - 403 (Metro Santa Ana) - 422 (Población Teniente Mérino) - 505 (Cerro Navia) - 508 (Av. Mapocho)* - 513 (El Montijo) - 514 (Enea) - 514c (Metro Salvador) - D03 (Metro Toesca) |
| Parada 3 / Metro Monseñor Eyzaguirre (PD110) | 106 (Peñalolén) - 126 (La Higuera) |
| Parada 5 / Metro Monseñor Eyzaguirre (PD111) | 227 (La Reina)** - 325 (Gabriela)** - 403 (La Reina)** - 422 (La Reina)** - 505 (Peñalolén) - 508 (Av. Las Torres)** - 513 (José Arrieta)** - 514 (San Luis de Macul)** - D02 (Álvaro Casanova) - D03 (Las Parcelas)**       |

(*) Utiliza esta parada solo entre 17:00 y 21:00 hrs.
(**) Utiliza esta parada solo entre 7:30 y 10:00 hrs.